# Serafino Cantone
Serafino Cantone (1565 circa – 1627) è stato un compositore e organista italiano.

## Biografia
Monaco benedettino, fu attivo soprattutto a Milano, dove fu organista del Duomo. Verso il 1592 forse fu anche a Venezia. 
La sua musica fu apprezzata, oltre che a Milano, anche in Baviera, in Prussia, in Pomerania e in Slesia.
Compose musica sacra e fu celebre per i suoi mottetti. Diede alle stampe i Motetti a 5 libro secondo (1605), i Motetti concertati alla moderna (1625), un'Academia festevole concertata a sei voci (Milano, 1627) e libri di madrigali.